# Dälderna

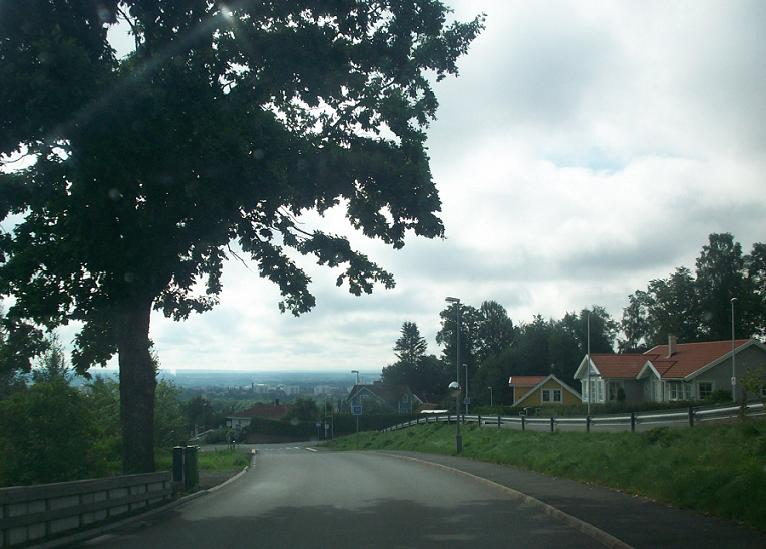
Utsikt från Dälderna

Dälderna är en stadsdel i västra Skövde, belägen på Billingens sluttning. Dälderna är även känt som Skövdes "rikemanskvarter". Byggnaderna i Dälderna består till mesta delen av villor, men det finns även radhus och kedjehus. 
Klippt från informationsfoldern på Skövde Kommuns hemsida står att läsa om det nya området:
"Ekbacken är ett välkomnande kvarter med modern arkitektur. Nära naturen, omgiven av Billingens stolta trädkronor och härliga vitsippebackar, bor du här i hus med vackert välvda tak som ger området en spännande karaktär. Boendet anpassas efter familjens storlek och önskemål. Nyckelfärdigt hus, fl exibel planlösning, färdigsådd gräsmatta och ljusa rum är faktorer som värdesätts högt av många."